# Idaho
Idaho (IPA: /aɪ.də.hoʊ/) er en delstat i USA, som blev optaget som USA's 43. delstat den 3. juli 1890. Idaho har 1.839.106(2020) indbyggere, og delstatens hovedstad er Boise. 

## Historie
Tegn på menneskelig aktivitet for omkring 16.000 år siden er fundet i Idaho.
Udgravninger i 1959 i hulen Wilson Butte Cave tæt på Twin Falls førte til fundet af spor af menneskelig aktivitet, inkl. pilespidser, som er blandt de ældst-daterede fundne objekter i Nordamerika.[kilde mangler]
Oprindelige amerikanere, som var fremherskende i området, omfattede bl.a. Nez Perce mod nord og Shoshone mod syd.
Området Idaho var som en del af Oregon Country krævet af både USA og Storbritannien, indtil USA opnåede rettighederne i 1846. Efterfølgende blev dele af den nuværende delstat en del af territorierne Oregon, Washington og Dakota indtil Idaho-territoriet, som omfattede det meste af det nuværende Idaho, Montana og Wyoming, blev dannet i 1863. De første organiserede samfund i det nuværende Idaho blev grundlagt i 1860.
Efter en periode med prøvelser om territoriets størrelse, en flytning af territoriets hovedstad fra Lewiston til Boise, fratagelsen af det store mormonske mindretals stemmeret, og et føderalt forsøg på at opdele territoriet mellem Washington-territoriet og delstaten Nevada, blev Idaho en delstat i USA i 1890.  Delstatens økonomi, som primært havde været baseret på minedrift, skiftede til landbrug og turisme.
I de senere år har Idaho ændret sig fra at være et landbrugs- og turistområde til et centrum for videnskab og teknologi, der er blevet de vigtigste økonomiske sektorer, som skaber 25% af indkomsten og er større end landbrug, skovbrug og minedrift tilsammen.

### Navnet Idaho
Idahos navn er sandsynligvis opstået som resultatet af en hoax, den såkaldte Idahoax. I de tidlige 1860'ere, da USAs Kongres overvejede at danne et nyt territorium i Rocky Mountains, foreslog lobbyisten George M. Willing navnet Idaho, som han påstod stammede fra Shoshone-sproget med betydningen "solen kommer fra bjergene" eller "bjergenes ædelsten". Willing påstod senere, at han havde opdigtet navnet selv. Kongressen besluttede til sidst at navngive territoriet Colorado Territory, da det blev dannet i februar 1861.
Men navnet Idaho forsvandt ikke. I samme år, som Kongressen grundlagde Colorado Territory, blev et amt kaldet Idaho County dannet i det østlige Washington Territory. Amtet blev opkaldt efter et dampskib kaldet Idaho, som var søsat på Columbia River i 1860. Det er uklart, hvorvidt skibet var navngivet før eller efter, Willings påstand blev afsløret. Ikke desto mindre blev en del af Washington Territory, inklusive Idaho County, i 1863 til Idaho Territory.

## Politik
Guvernøren sidder i en fire-årig periode og vælges ved midtvejsvalg. Den nuværende guvernør er republikaneren Brad Little, som blev valgt i 2018. Medlemmerne af Idahos parlament vælges for en to-årig periode. Forsamlingen har været domineret af republikanerne siden slutningen af 1950'erne. 
Ved præsidentvalg har Idaho i moderne tid været en støtte til republikanerne. Delstaten har ikke støttet en demokrat til USA's præsidentembede siden 1964, hvor Lyndon B. Johnson vandt delstaten marginalt. I 2004 vandt George W. Bush delstaten solidt med 68,4% af stemmerne og vandt 43 ud af 44 amter. Kun ét amt støttede demokraternes kandidat, John Kerry.
Begge Idahos senatorer i USA's Senat og begge Idahos medlemmer af Repræsentanternes Hus i Washington D.C. er republikanere.

## Geografi
Idaho grænser til delstaterne Washington, Oregon, Nevada, Utah, Montana og Wyoming. Delstatens internationale grænse mod den canadiske provins Britisk Columbia er 77 km lang.
Idaho har nogle af de mest uspolerede naturområder i USA. Det er en delstat ved Rocky Mountains med mange naturresurser og seværdige områder. Idaho har sneklædte bjergkæder, strømfald, rolige søer og stejle canyons. Snake River løber gennem Hells Canyon, som er dybere end Grand Canyon. Vandfaldene Shoshone Falls falder fra en højere højde end Niagara Falls. De vigtigste floder er Snake River, Clearwater River og Salmon River.
Idahos højeste punkt (3.862 m) er Borah Peak i bjergkæden Lost River Range, og det laveste punkt ligger i Lewiston, hvor Clearwater River møder Snake River og fortsætter ind i Washington.
Det sydlige Idaho syd for Salmon River ligger i tidszonen mountain og området nord for floden ligger i tidszonen pacific. Der er én nationalpark i staten, Yellowstone National Park.

### Klima
Idahos klima har stor variation. Selvom delstaten ligger ca. 500 km fra Stillehavet, mærkes den maritime påvirkning i delstaten, især om vinteren, hvor skydække, fugtighed og nedbør er på sit højeste. Omvendt betyder påvirkningen også, at vintertemperaturerne er moderate i forhold til, hvad der er forventeligt for delstatens fortrinsvis højtliggende areal. Havets indvirkning på klimaet er mindst i den sydlige del af Idaho, hvor klimaet er mere kontinentalt, og nedbørsmønstrene ofte er omvendte med vådere somre og mere tørre vintre og sæsonudsving i temperaturerne mere ekstreme.
Somrene i Idaho kan være hede, selv om længere perioder med temperaturer op mod 38 °C er sjældne. Temperaturerne modereres dog af den lave relative fugtighed om sommeren og af kølige aftener, eftersom de største døgnudsving i temperaturer ofte indtræffer om sommeren. Vintrene kan være kolde, men længere perioder med ekstremt koldt vejr er sjældne.

### Større byer
- Boise (hovedstad)
- Nampa
- Idaho Falls
- Pocatello
- Meridian

## Økonomi
Idahos bruttodelstatsprodukt var i 2004 43,6 mia. USA, og den gennemsnitlige indkomst per indbygger 26.881 USD.
Idaho er en vigtig landbrugsdelstat, som producerer næsten en tredjedel af de dyrkede kartofler i USA. Andre væsentlige landbrugsprodukter er bønner, linser, sukkerroer, kvæg, mælkeprodukter, hvede og byg.
Væsentlige industrier i Idaho er fødevareforarbejdning, trævarer, maskiner, kemiske produkter, papirprodukter, elektonikfremstilling, sølv og anden minedrift samt turisme. 
I dag er den største økonomiske sektor i Idaho videnskab og teknologi, som står for 25% af delstatens indtjening og 75% af dens eksport. Idahos industrielle økonomi er voksende med high-tech firmaer i front. 
Siden 1970'erne har Boise udviklet sig til et centrum for fremstilling af halvledere. Byen er nu hjemsted for firmaet Micron Technology Inc., som er den eneste producent af DRAM-hukommelseschips i USA. Hewlett-Packard har haft en fabrik i Boise siden 1970'erne, der fremstiller laserprintere, og Dell har et større callcenter i Twin Falls.

## Demografi
I 2007 havde Idaho en befolkning på 1.499.402, hvilket var en stigning på 15,8% siden 2000 og en stigning på 48,93% siden 1990. Dette gør Idaho til den befolkningsmæssigt sjettehurtigst voksende delstat i USA efter Arizona, Nevada, Florida, Georgia og Utah. Fra 2004 til 2005 var Idaho den tredjehurtigst voksende delstat, kun overgået af Nevada og Arizona.
Især byen Nampa, delstatens næststørste by, har oplevet særlig hurtig vækst i de senere år. Byens befolkning voksede mellem 2000 og 2003 med 22,1% til et indbyggertal på 65.000.
De største ophav i staten er tysk-amerikanere (18,9%), engelsk-amerikanere (18,1%), irsk-amerikanere (10%), norsk-amerikanere (8,4%) og svensk-amerikanere (3,5%).

### Religion
I 2001 blev de religiøse tilhørsforhold i Idaho opgjort til:
- Kristne – 79%
  - Protestanter – 50%
    - Baptister – 10%
    - Metodister – 10%
    - Lutheranere – 3%
    - Presbyterianere – 3%

  - Katolikker – 15%
  - Mormoner (Mormon) – 14% [7].
- Andre religioner – <1%
- Ikke-religiøse – 20%

Som mange andre vestlige delstater i USA er procentandelen af befolkningen i Idaho, som ikke bekender sig til nogen religion, højere end det nationale gennemsnit.

## Ekstern henvisning
- Delstaten Idahos officielle hjemmeside

45°N 114°V / 45°N 114°V